# 5403
5403 — типовий проєкт монолітного 16-поверхового житлового будинку. Перший будинок за проєктом зведений у 1983 у житловому масиві Лаздинай у Вільнюсі. В тому ж масиві зведені з 1980 будинки проєкту 8579, який відрізняється протилежним розташуванням сходів і входу. Крім Лаздиная, будинки за проєктом зведені в кількох містах України, Росії, в Клайпеді та в Могилеві (Білорусь).

## Опис
Симетричний у пляні. Несні стіни зведені в ковзній опалубці. Балкон незадимних сходів розділений вікном. Пізнаваною рисою багатьох будинків є балькони квартир верхніх поверхів, що нависають над нижніми.

## Галерея

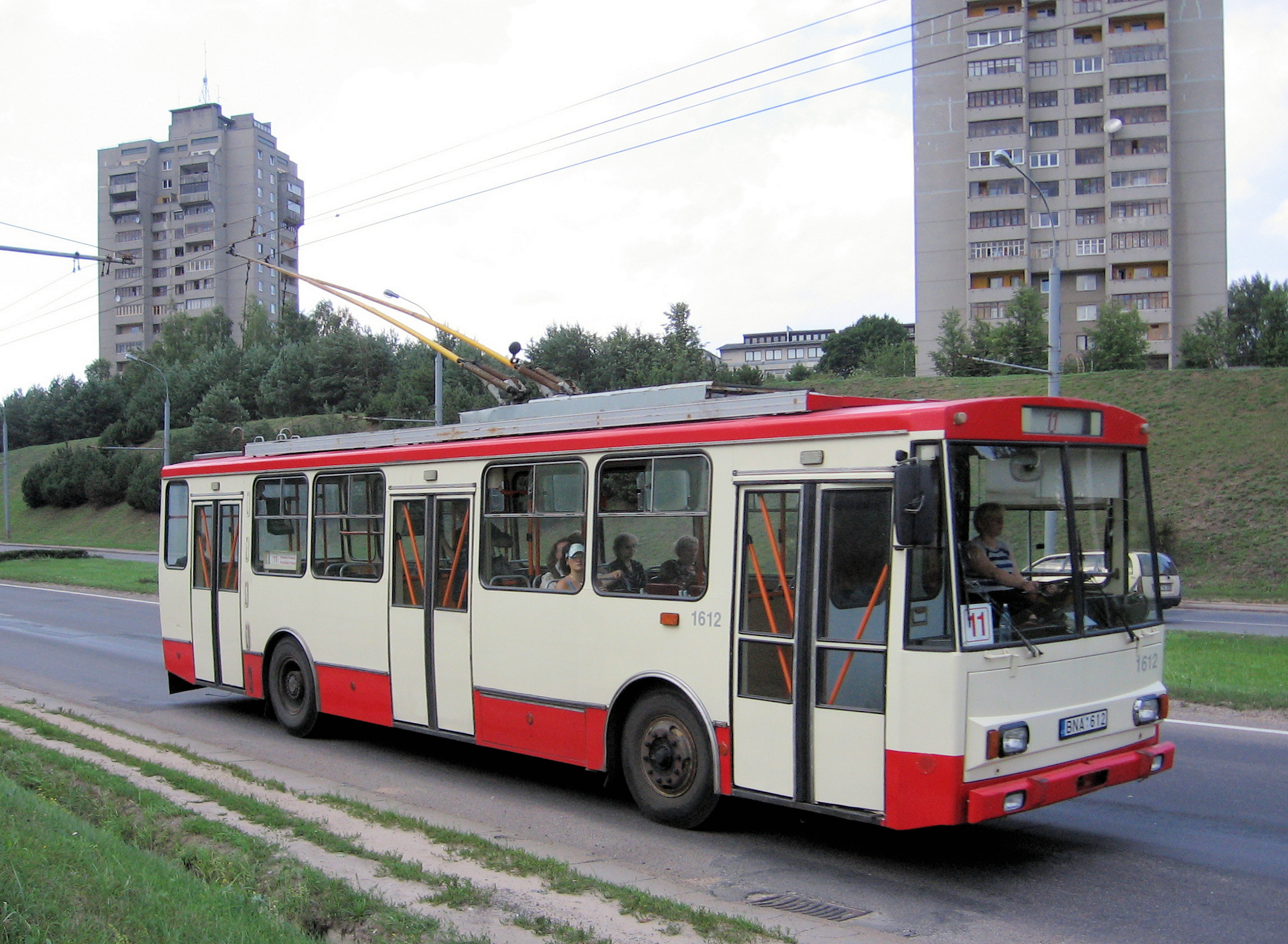
Вільнюс, Лаздинай, перші будинки (1983 р.) до реконструкції
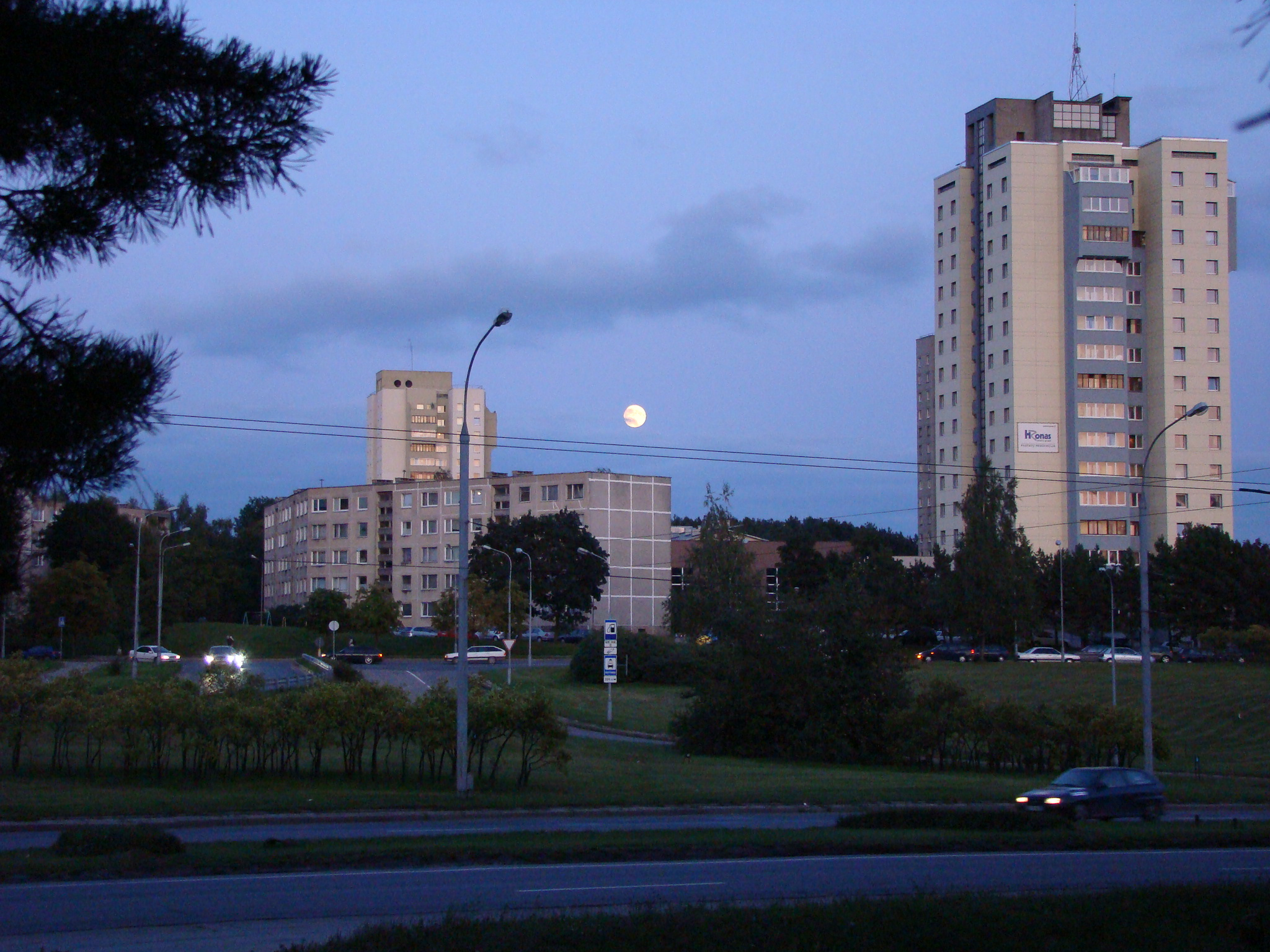
Вільнюс, Лаздинай, після реконструкції
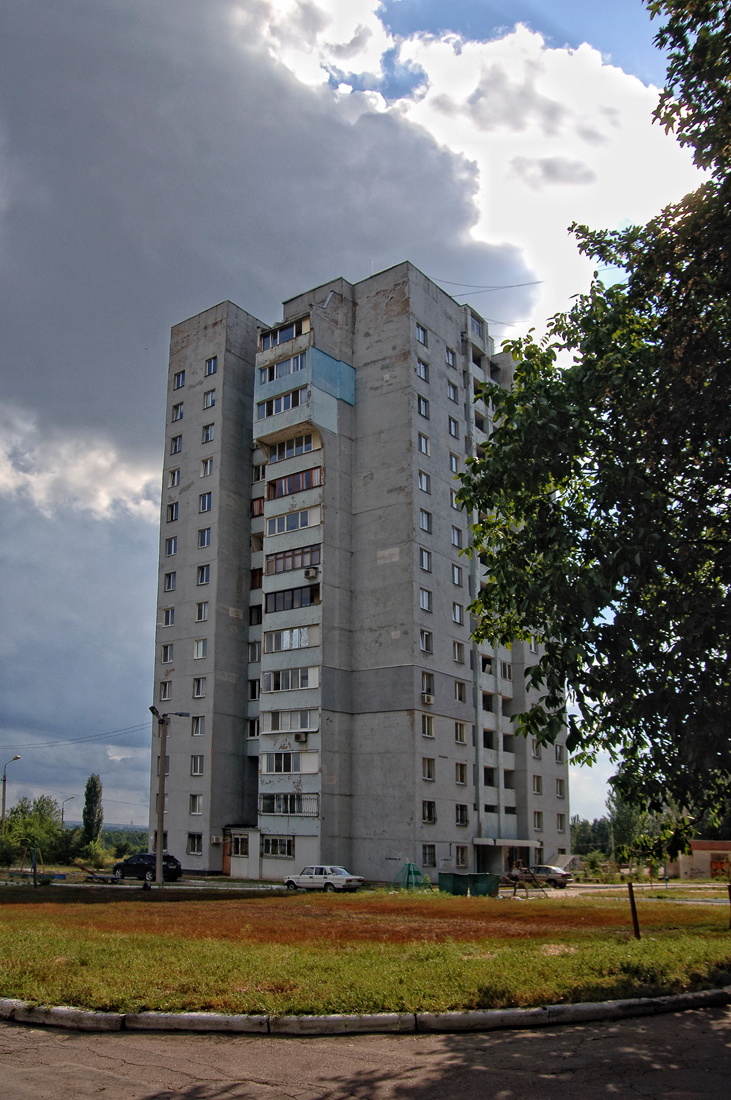
Донецьк, Текстильник, вул. Пінтера, 48
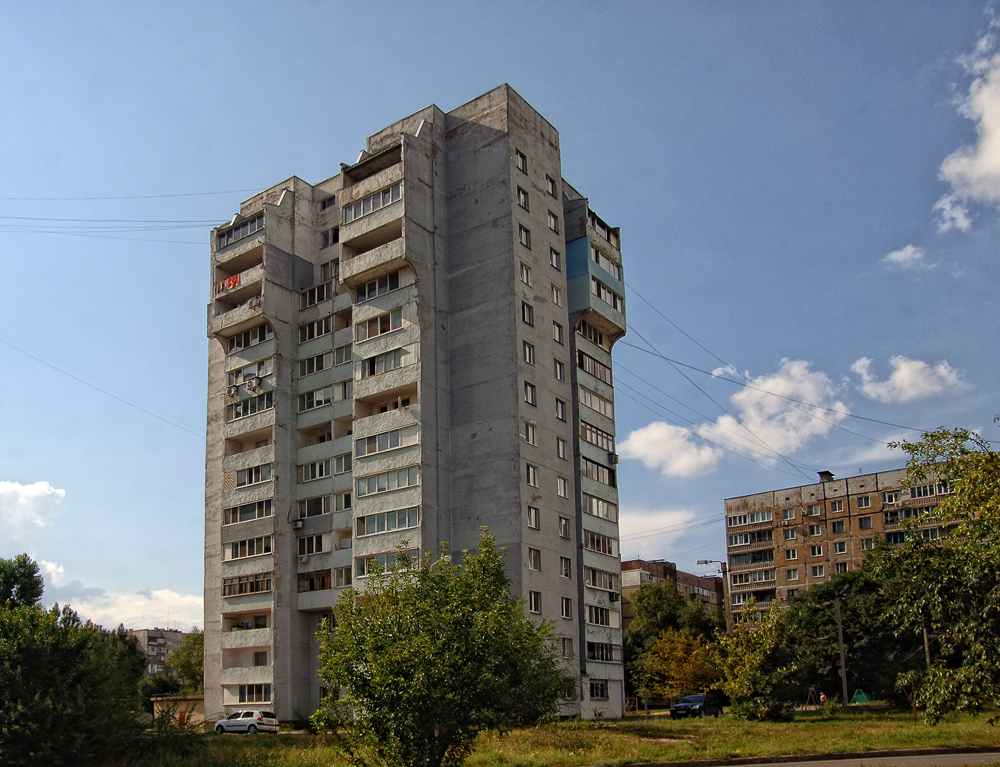
Донецьк, Текстильник, вул. Пінтера, 48
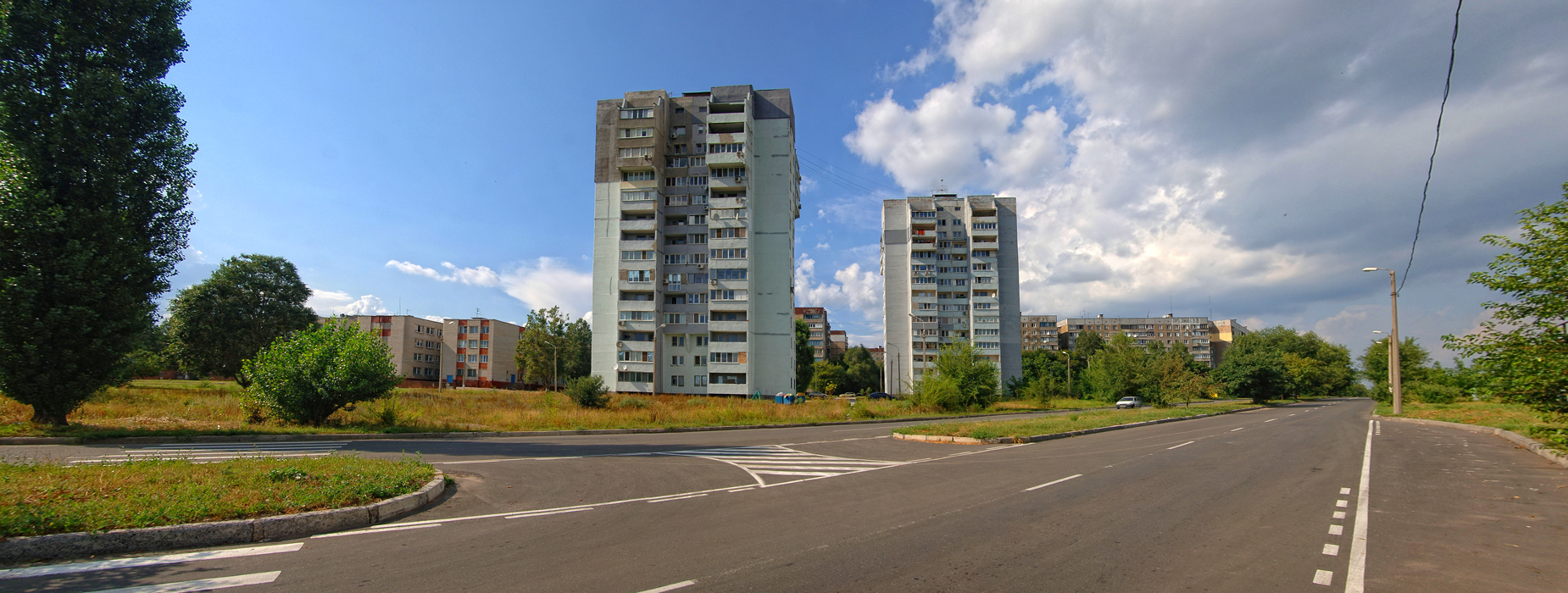
Донецьк, Текстильник, вул. Пінтера, 50 і 48
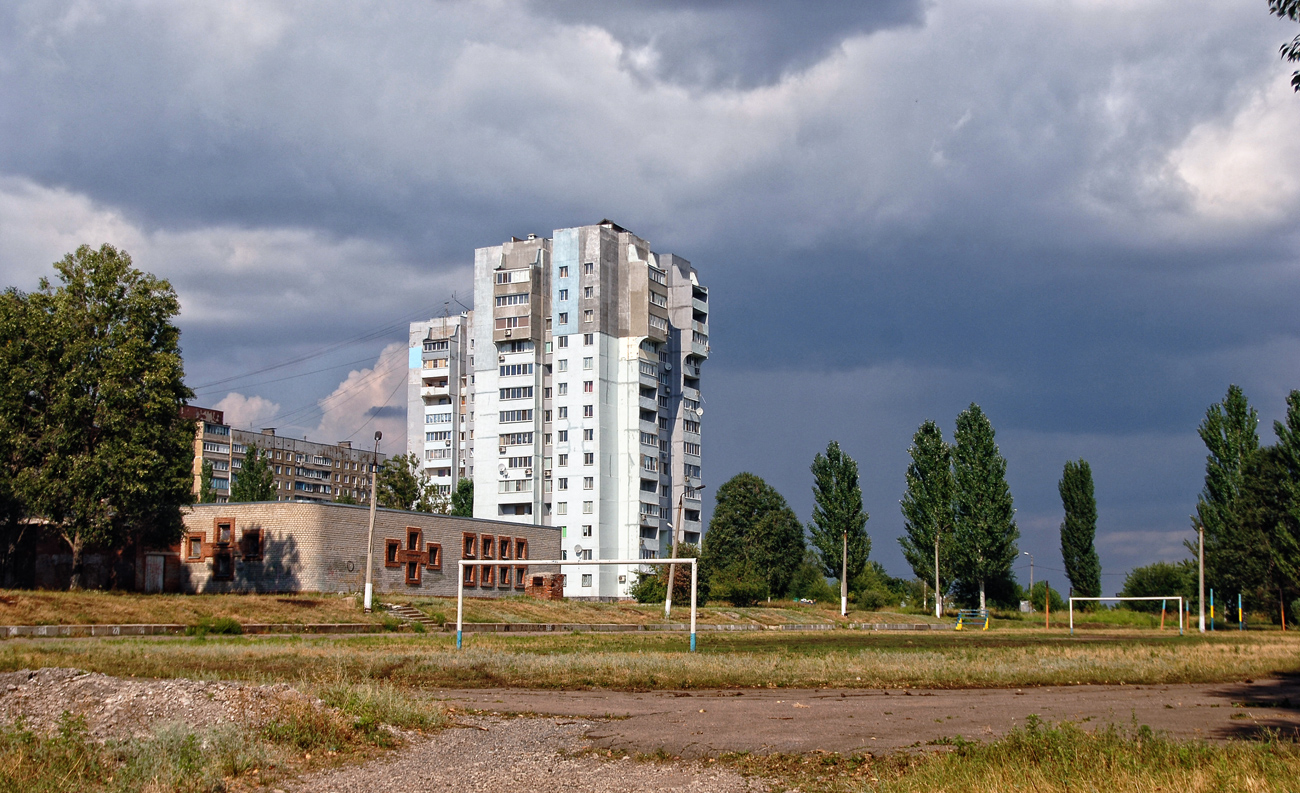
Донецьк, Текстильник, вул. Пінтера, 50, за ним № 48
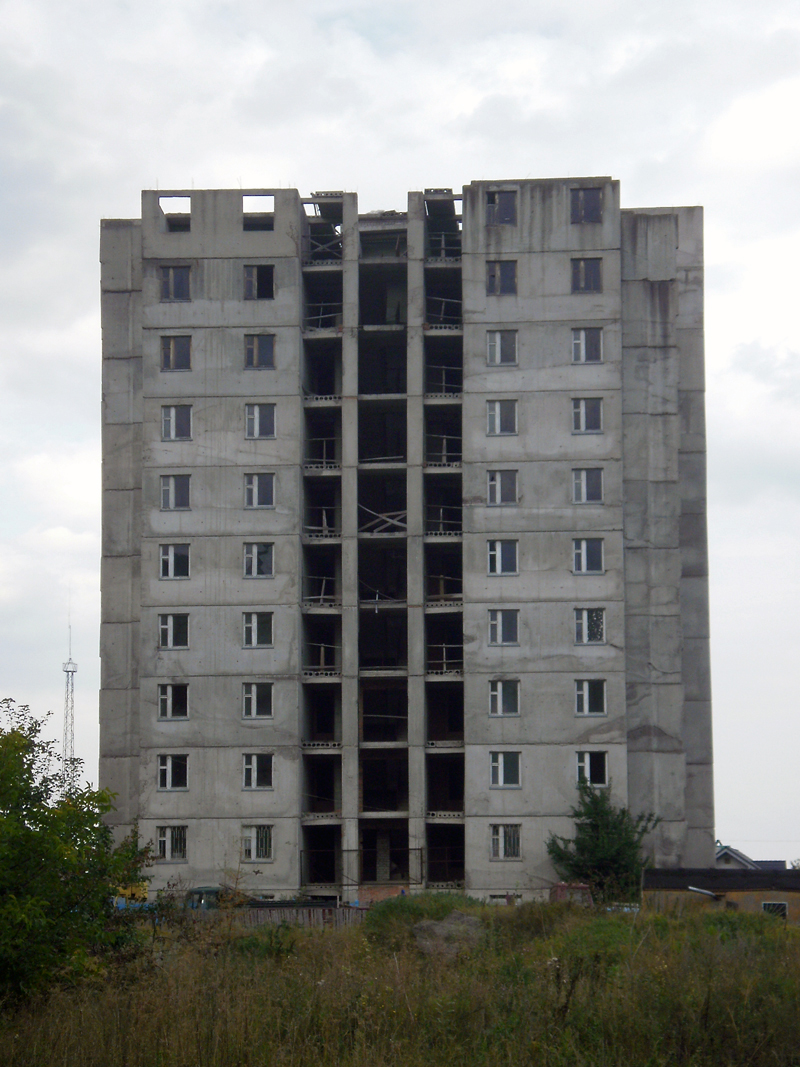
Житомир, Крошня, вул. Народицька, 10 до добудови в 2017
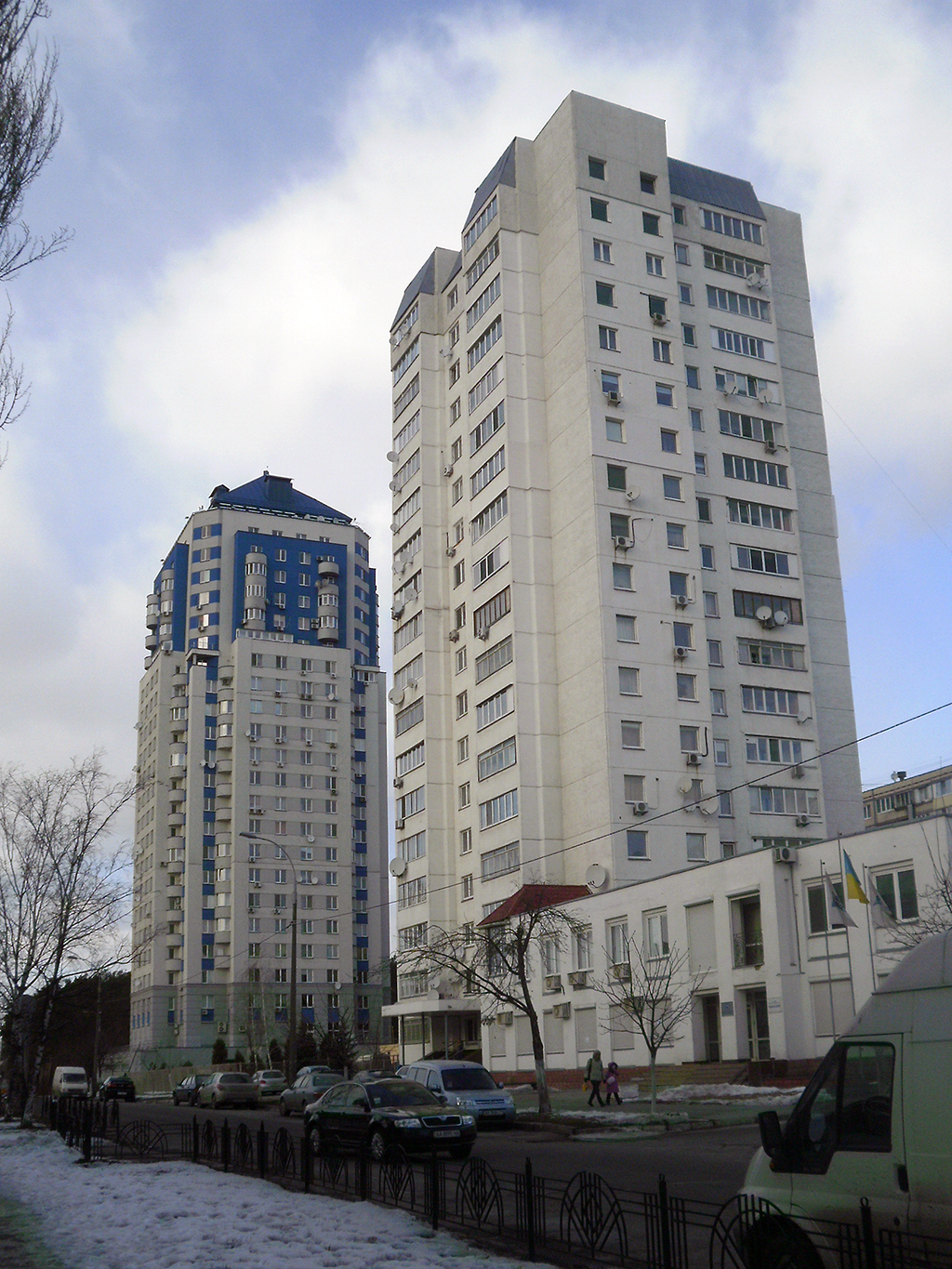
Київ, Микільська Борщагівка, вул. Чижевського, 2Б
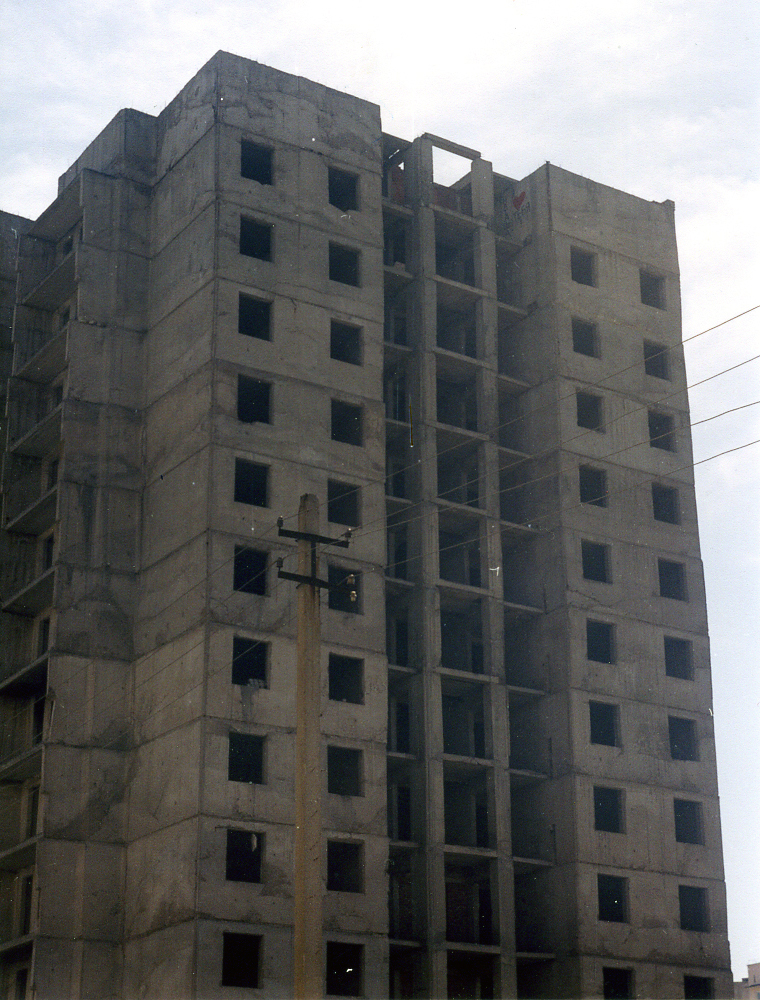
Маріуполь, Лівий берег, вул. 9 Травня, 12
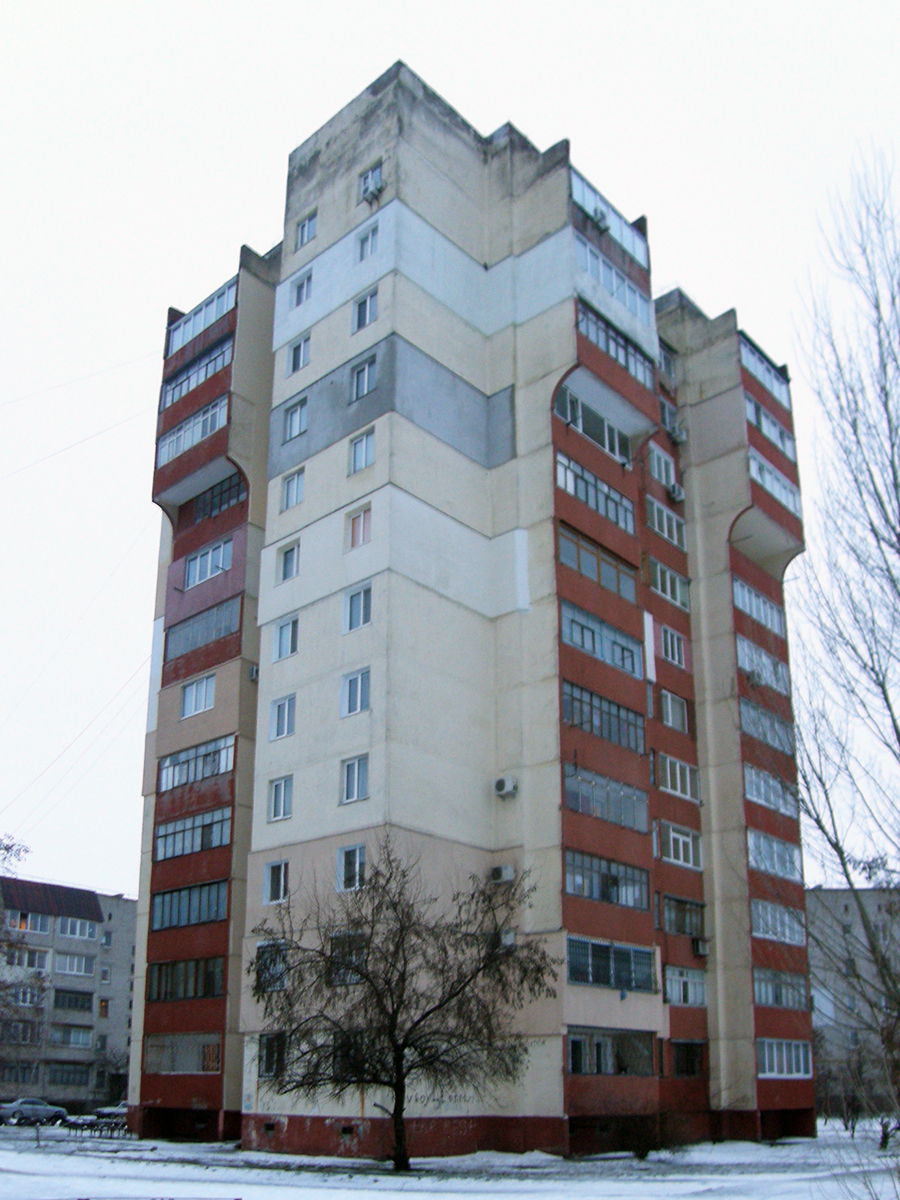
Нова Каховка, просп. Перемоги, 36
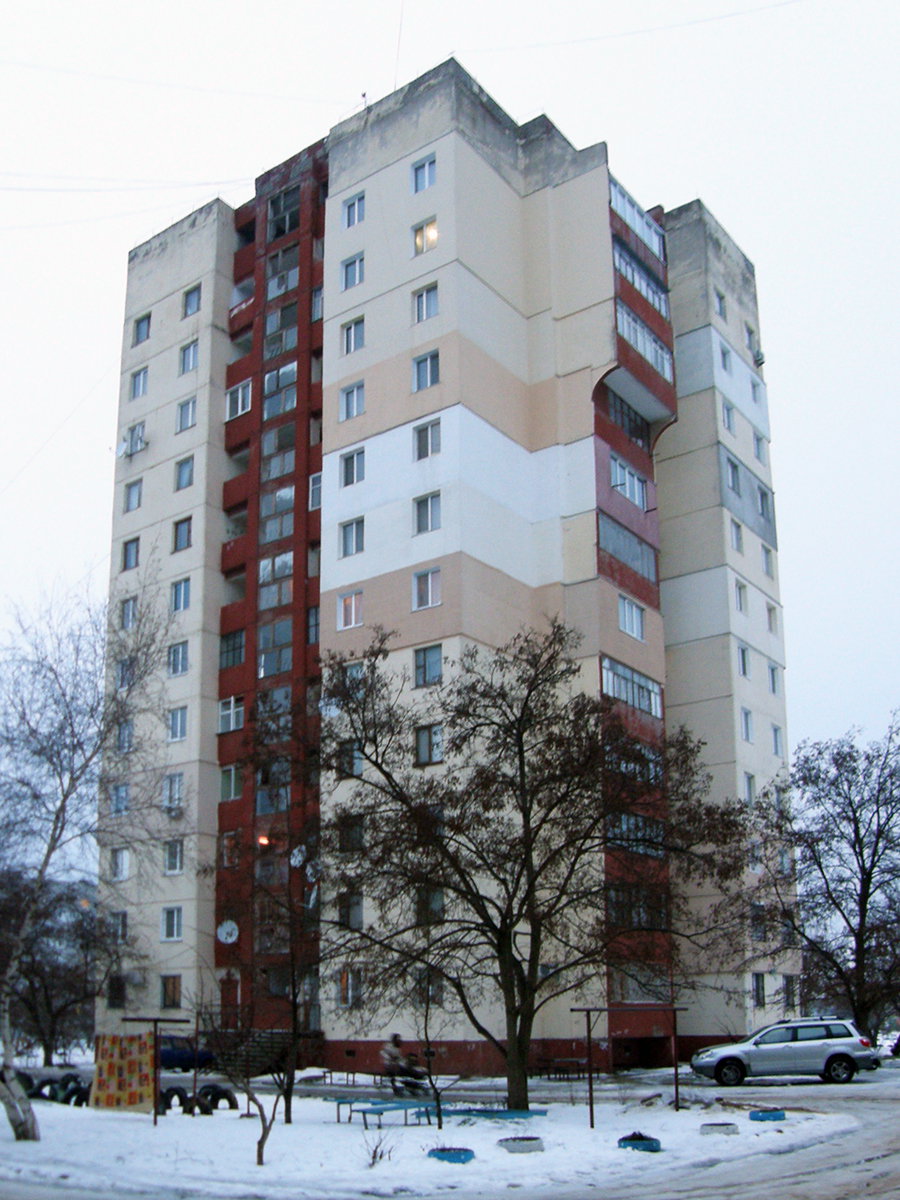
Нова Каховка, просп. Перемоги, 36
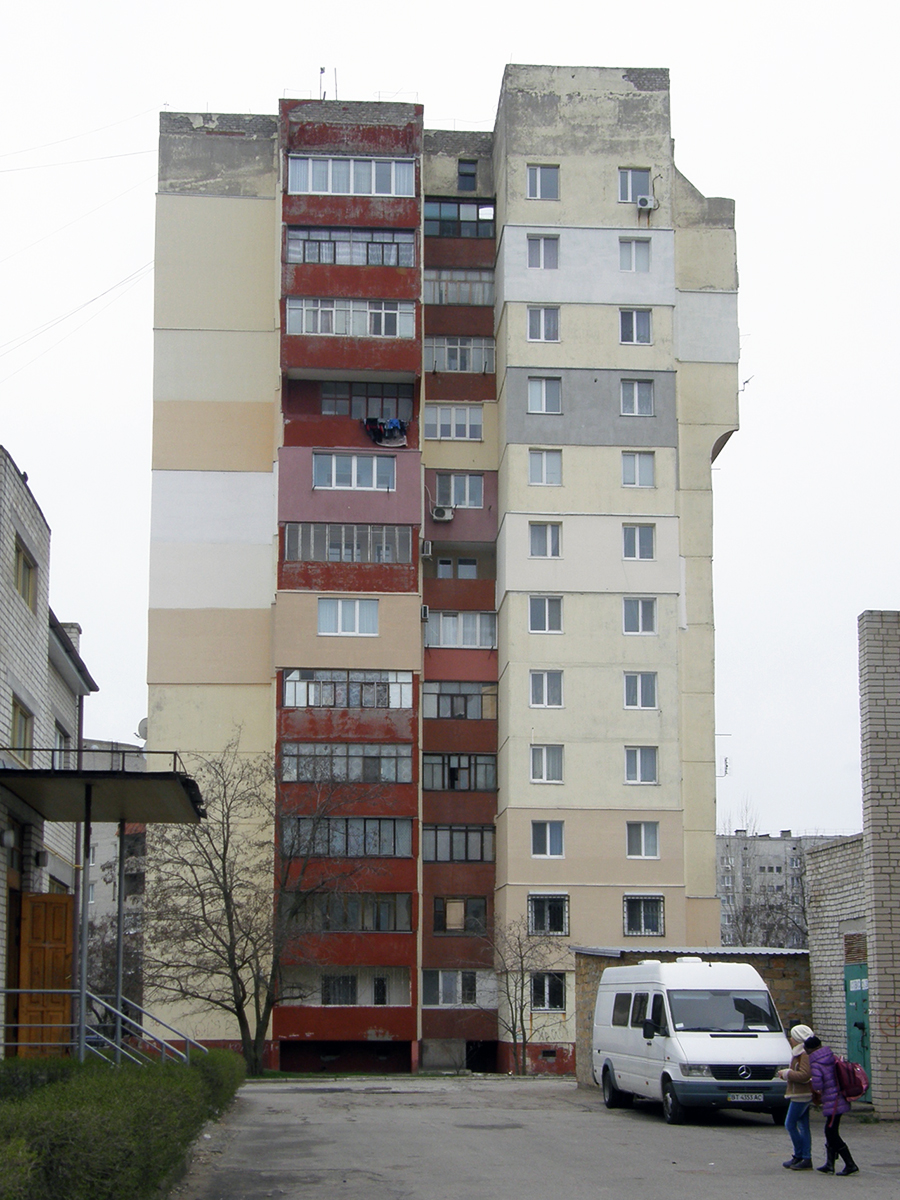
Нова Каховка, просп. Перемоги, 36
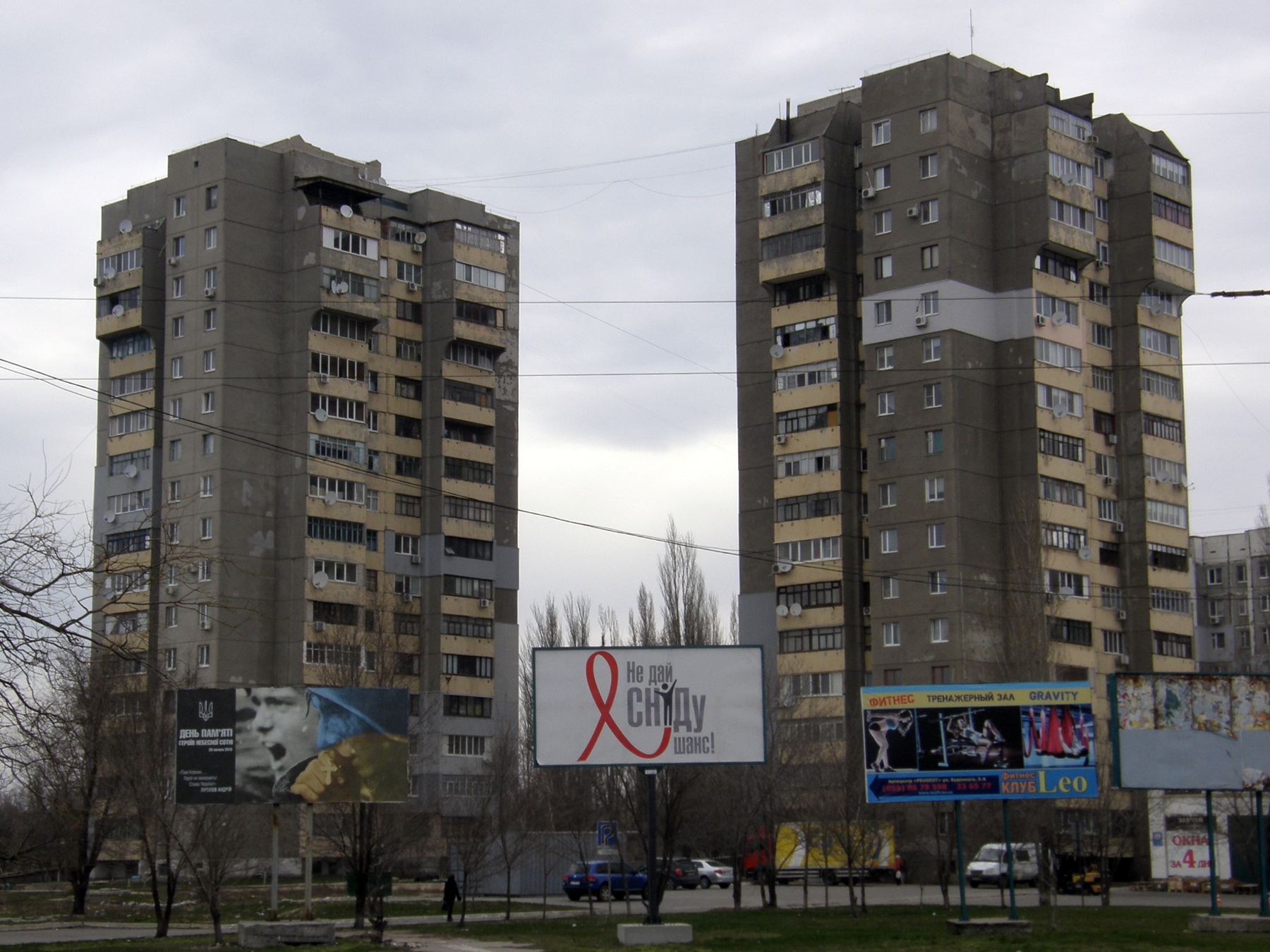
Херсон, вул. Кедровського, 16 і 14
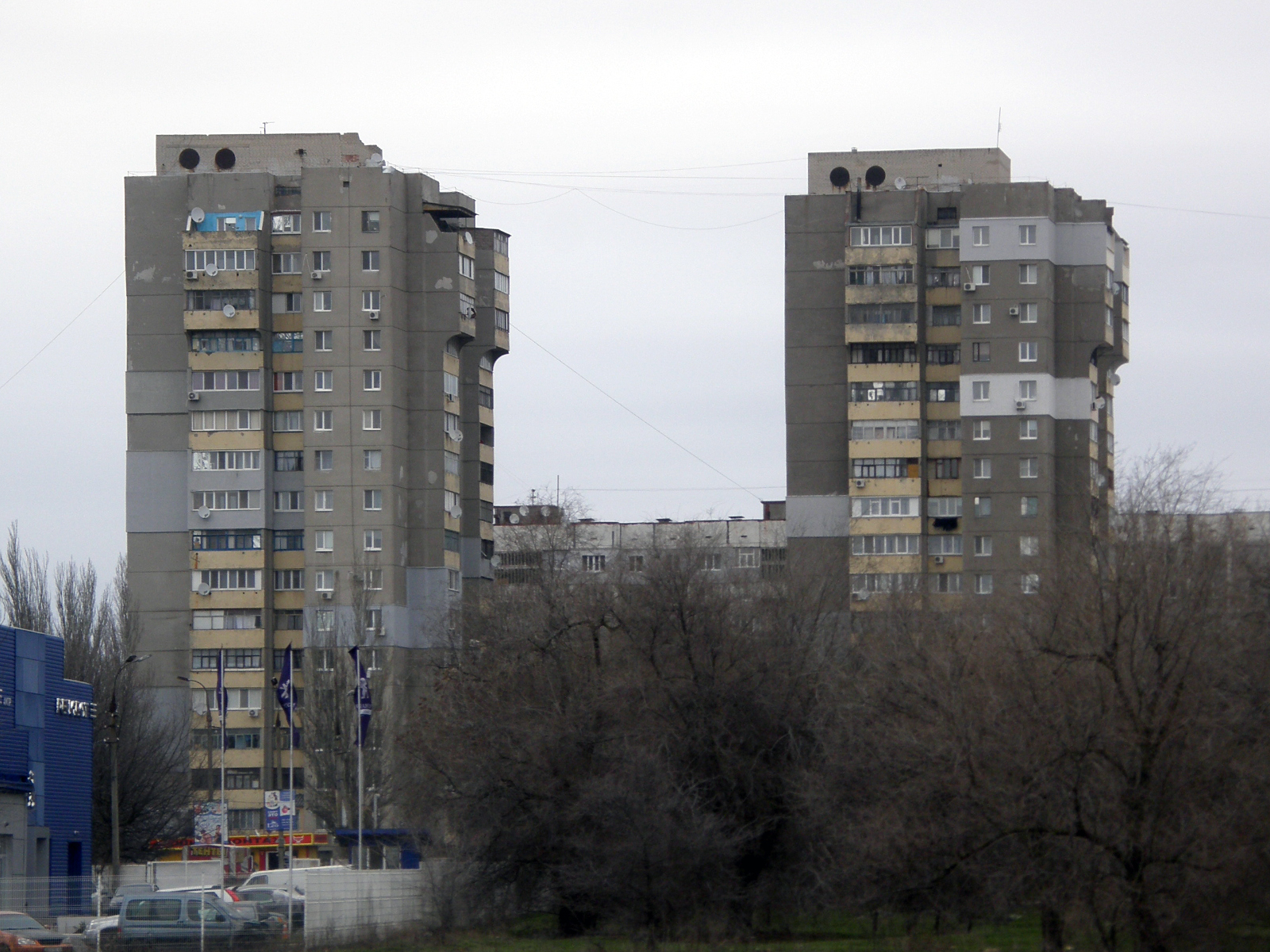
Херсон, вул. Кедровського, 16 і 14
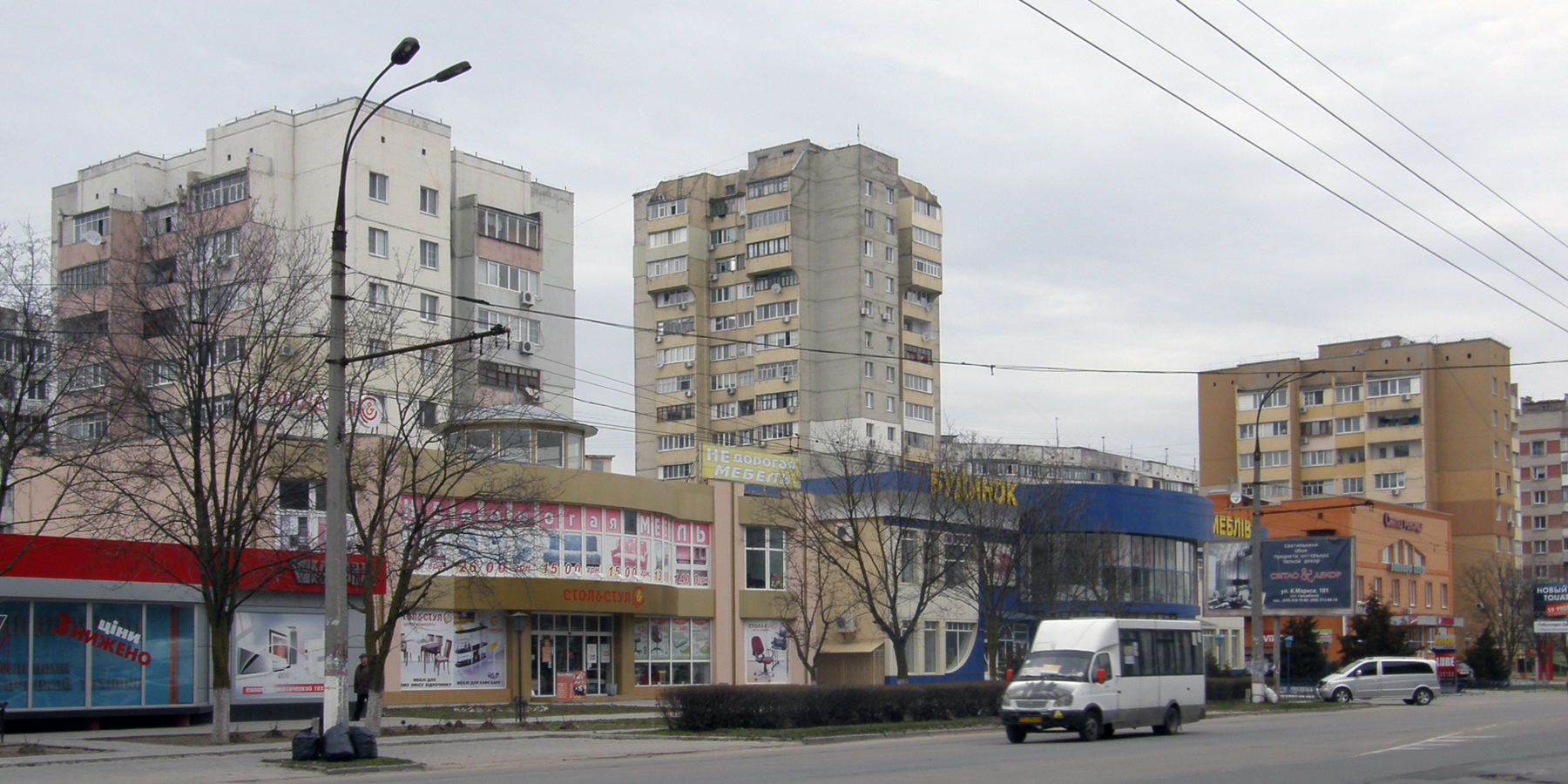
просп. 200-річчя Херсону, 31, 33 і 35
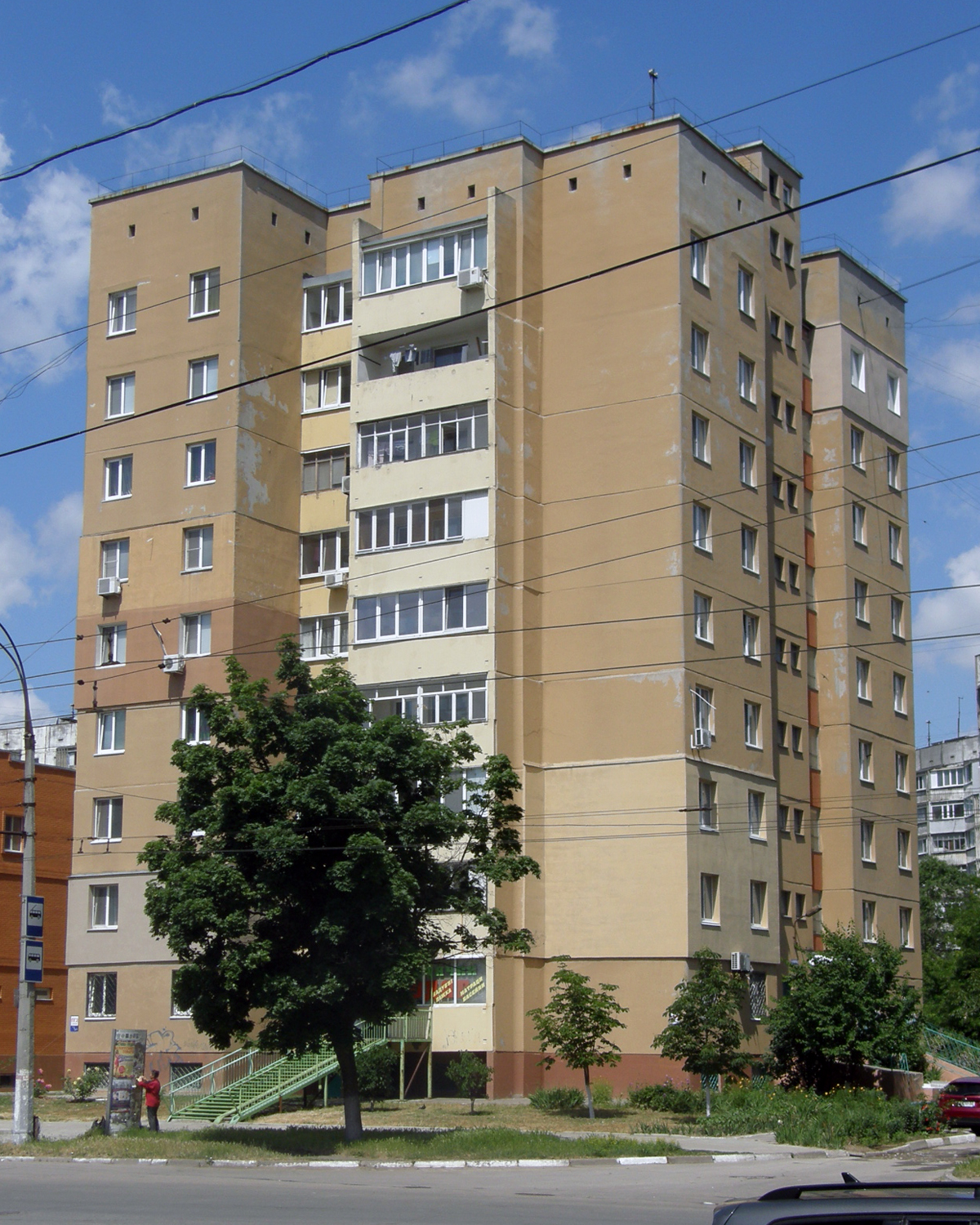
просп. 200-річчя Херсону, 35
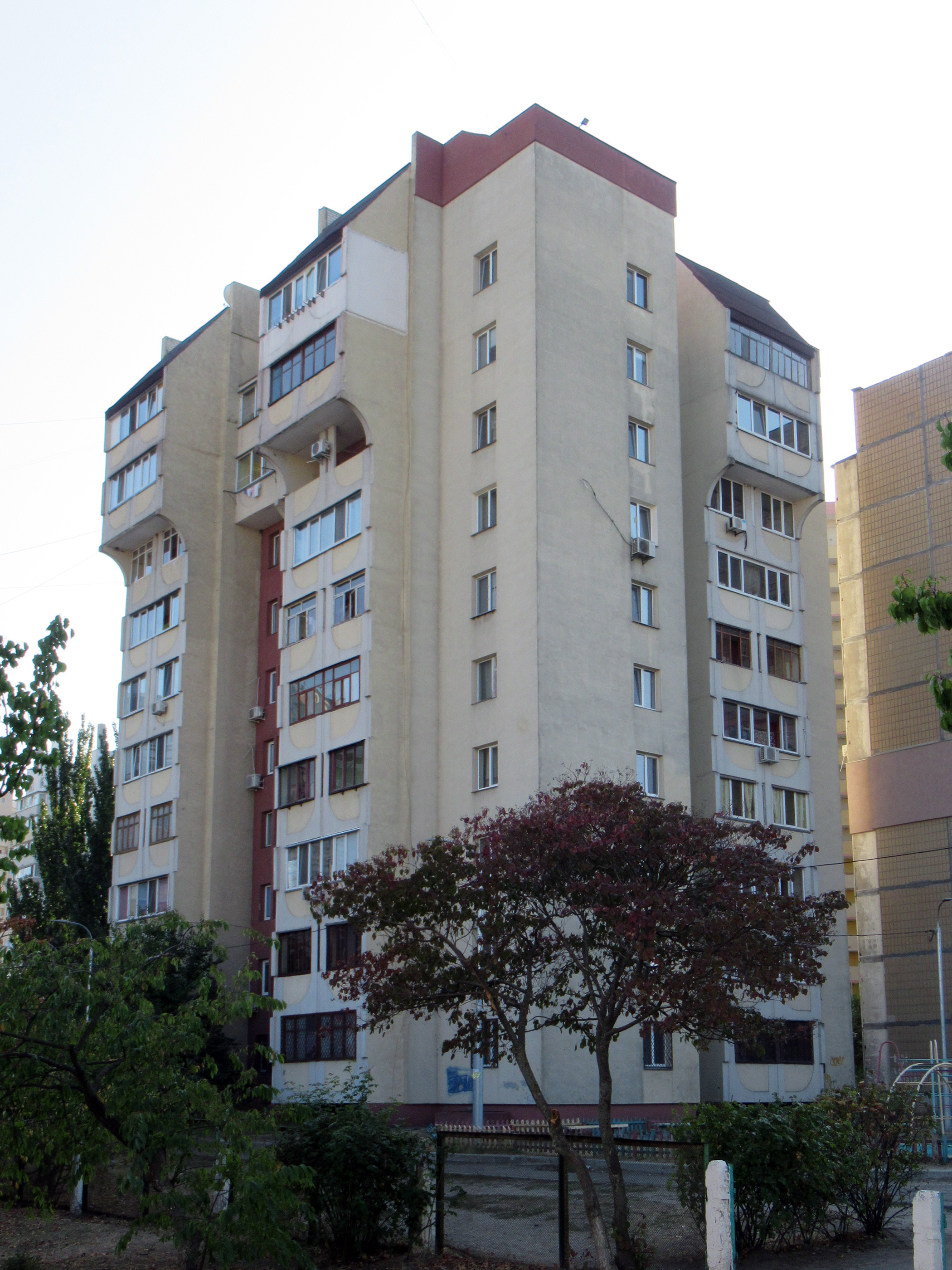
Черкаси, Митниця, вул. Героїв Дніпра, 15
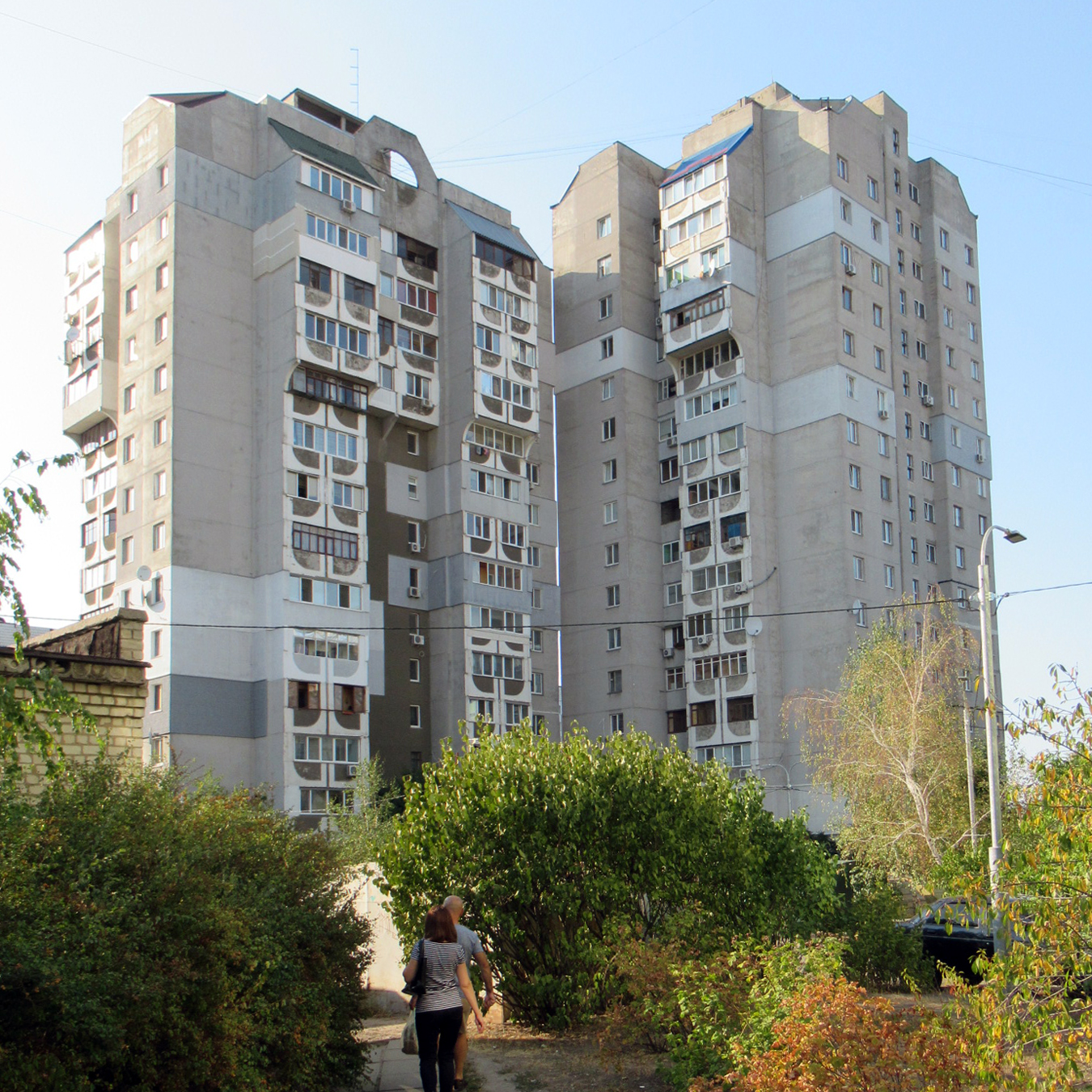
Черкаси, Митниця, вул. Захисників Азовсталі, 3 і 1
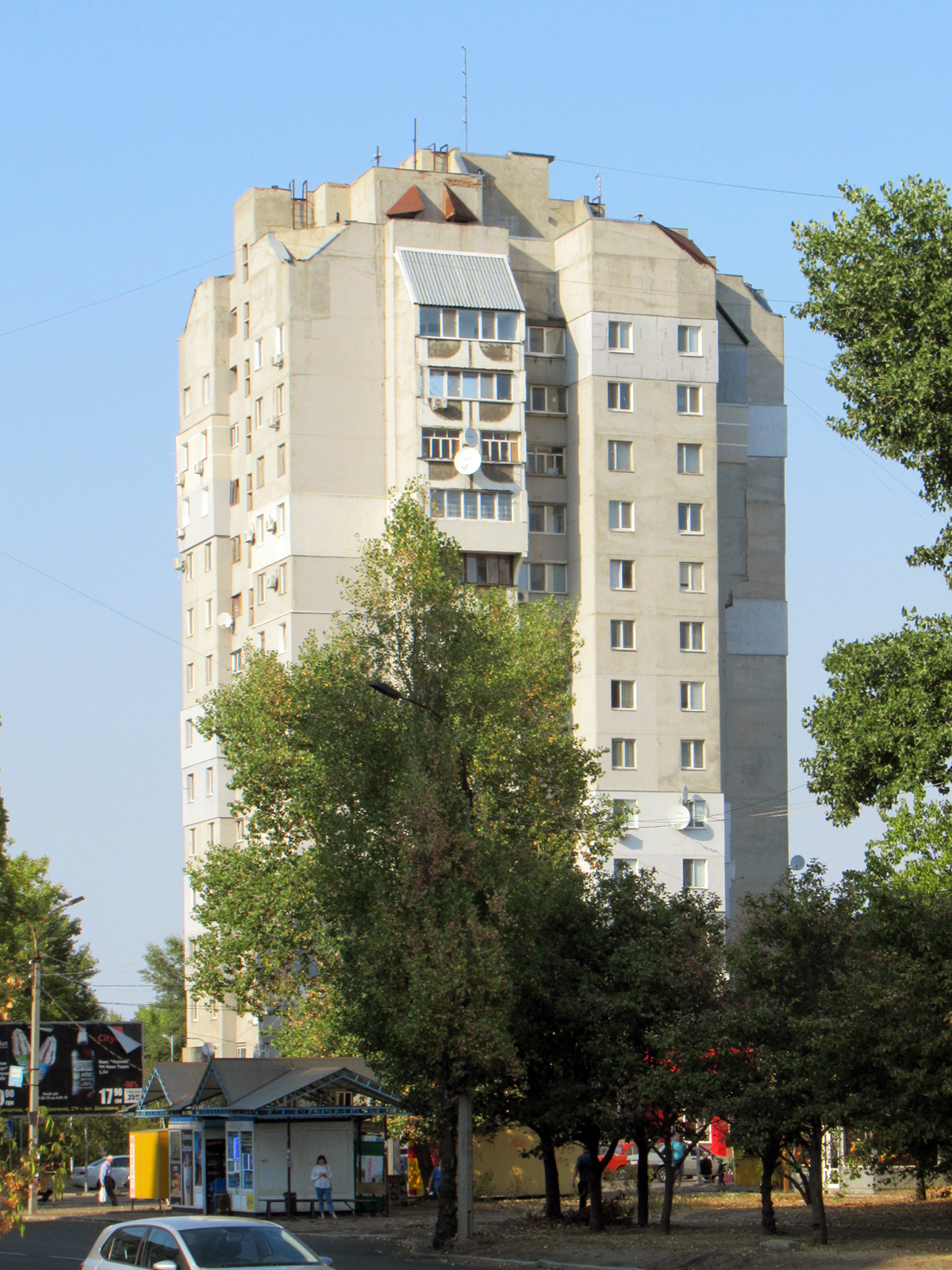
Черкаси, Митниця, вул. Захисників Азовсталі, 3
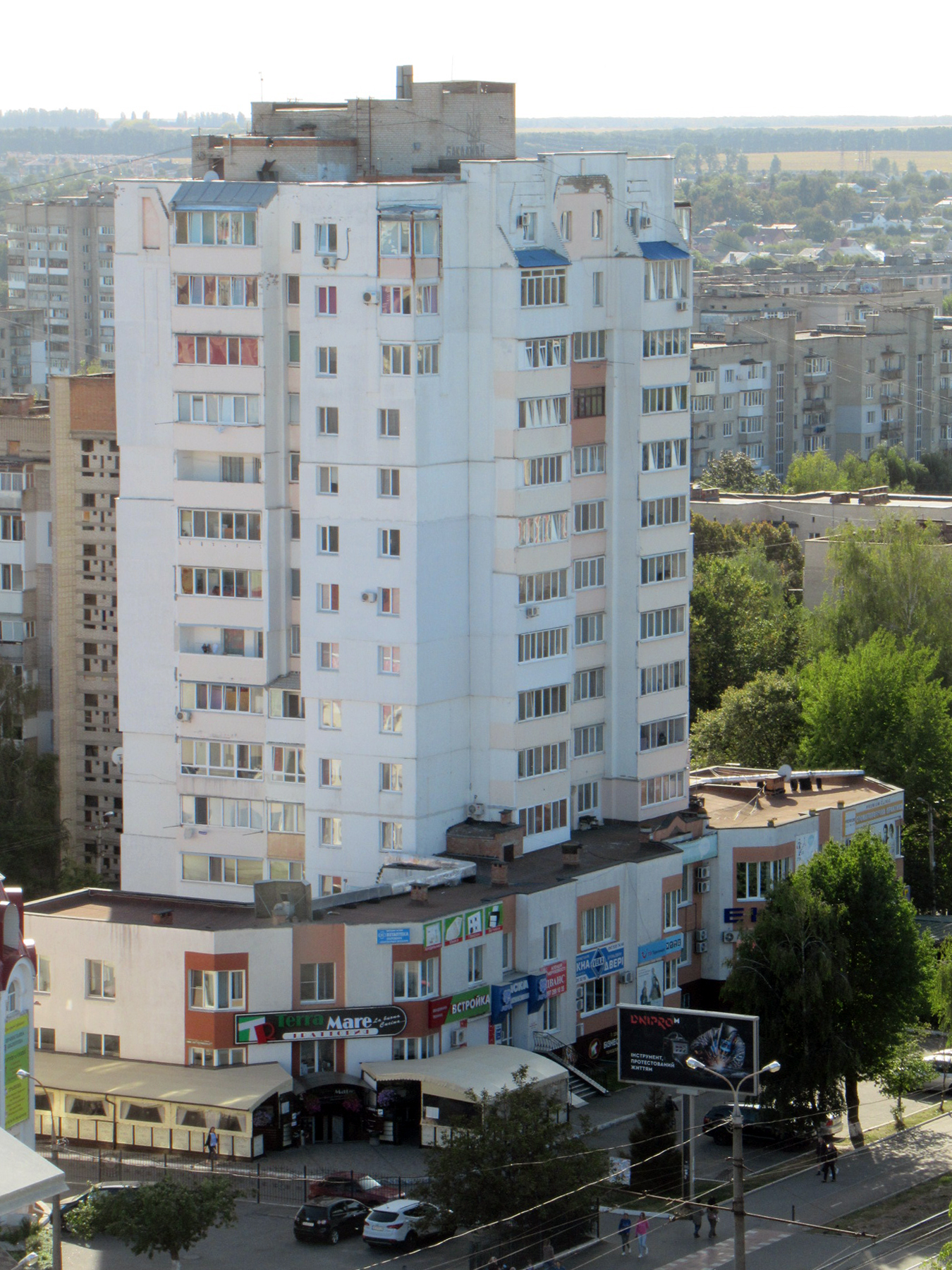
Вінниця, Вишенька, вул. Келецька, 61а
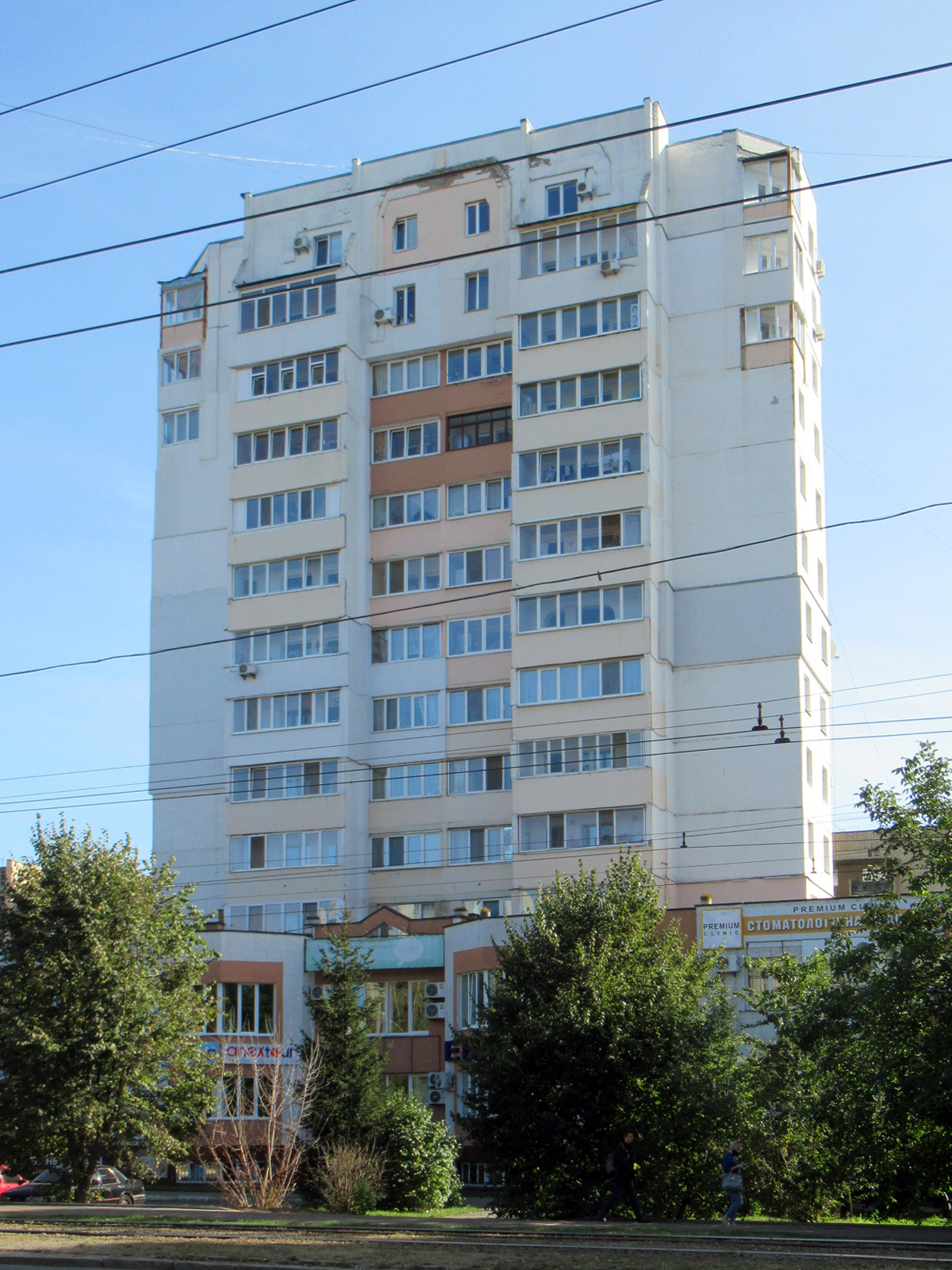
Вінниця, Вишенька, вул. Келецька, 61а
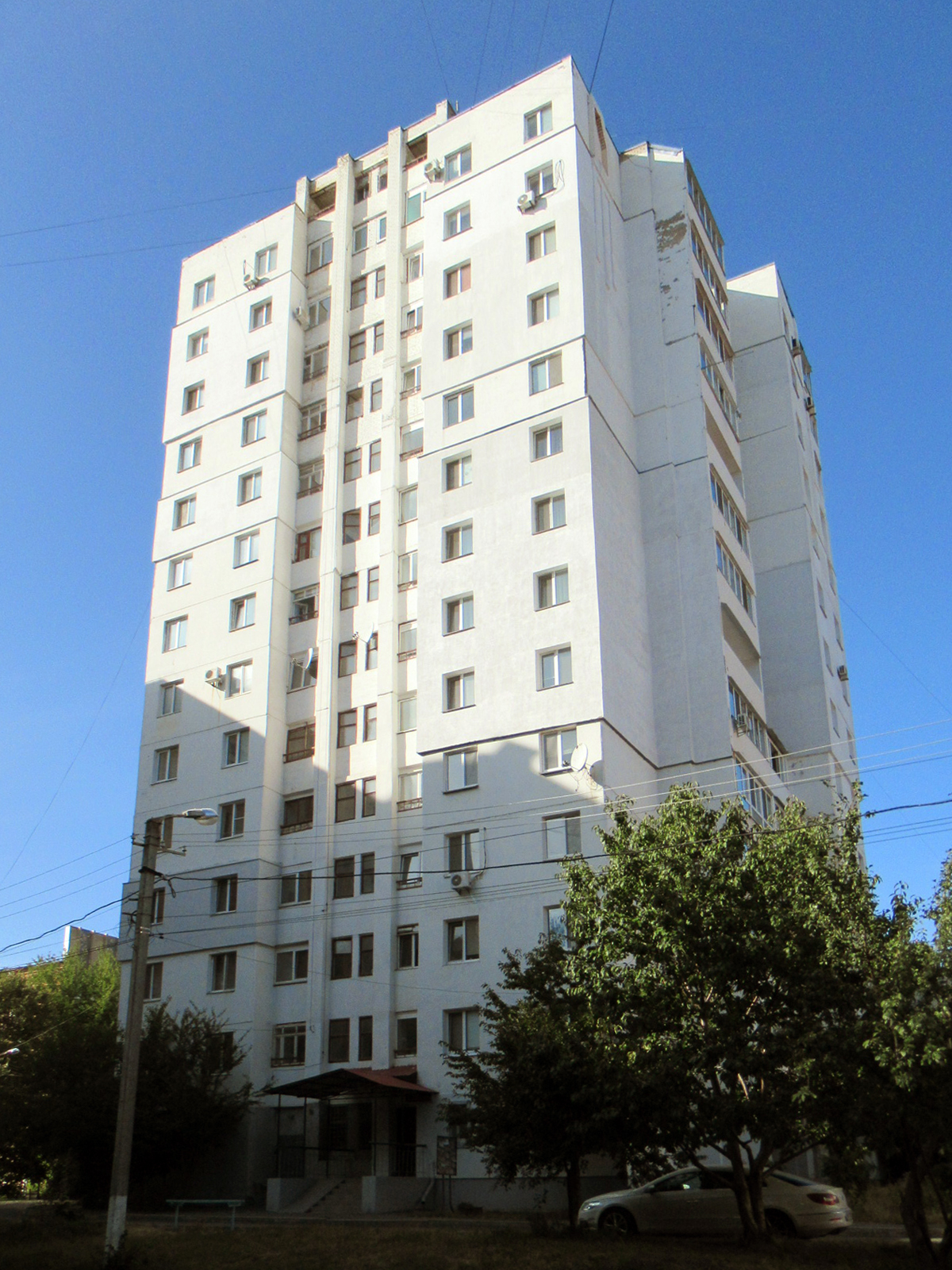
Вінниця, Вишенька, вул. Келецька, 61а